# Efekt Hilla-Robertsona
Efekt Hilla-Robertsona – zjawisko obserwowane w genetyce populacyjnej, opisane po raz pierwszy przez Billa Hilla i Alana Robertsona w 1966. Dotyczy ono przewagi ewolucyjnej rekombinacji genetycznej.
W przypadku populacji o skończonej liczebności podlegającej selekcji naturalnej pojawią się losowe nierównowagi sprzężeń. Mogą je wywołać dryf genetyczny lub mutacje. Będą one działać w kierunku opóźnienia procesu ewolucji. Najłatwiej tłumaczy to rozważenie przypadku nierównowagi spowodowanej mutacją:
Należy rozważyć populację osobników, których genom składa się z dwóch zaledwie genów, a i b. Jeśli teraz u danego osobnika zajdzie mutacja i wytworzy się korzystny allel A, wtedy geny tego osobnika drogą doboru naturalnego będą z biegiem czasu stawały się częstsze w populacji. Jeśli jednak przed utrwaleniem się tej częstości pojawi się u osobnika nie posiadającego genu A również inna korzystna mutacja B genu b, wtedy osobniki posiadające B będą rywalizowały z posiadaczami A. Jeśli zachodzi rekombinacja, pojawią się w końcu osobniki noszące oba allele A i B (o genotypie AB). Przy założeniu braku negatywnego efektu epistazy w przypadku obecności obu alleli AB osobnik o takim genotypie osiągnie większą przewagę selekcyjną, niż nosiciele aB lub Ab, a utrwalał się będzie genotyp AB.
Jednak jeśli nie zachodzi rekombinacja, osobniki AB pojawić się mogą jedynie w przypadku, jeśli późniejsza mutacja B zajdzie u osobnika o genotypie Ab. Szansa takiego zdarzenia zależy od częstości nowych mutacji i wielkości populacji, ale jest to generalnie bardzo mało prawdopodobne, zanim A się ustali. Przewidywania czasu pomiędzy powstaniem A i utrwaleniem się AB pokazują, że byłby on znacznie dłuższy przy braku rekombinacji. Wobec tego jej obecność pozwala przyśpieszyć ewolucję.
Joe Felsenstein (1974) pokazał identyczność tego efektu z matematycznego punktu widzenia z modelem Fishera-Mullera zaproponowanym przez R.A. Fishera (1930) i H.J. Mullera (1932), choć opis słowny jej istotnie różny.